# 버자야 제주 리조트 타워
버자야 제주 리조트 타워(영어: Berjaya Jeju Resort Tower)는 대한민국 제주특별자치도 서귀포시 예래동 제주 에어레스트 시티에 공사가 중단된 건물이다.

## 같이 보기
- 대한민국의 마천루 목록
- 제주특별자치도의 마천루 목록